# Hang động Szádvári

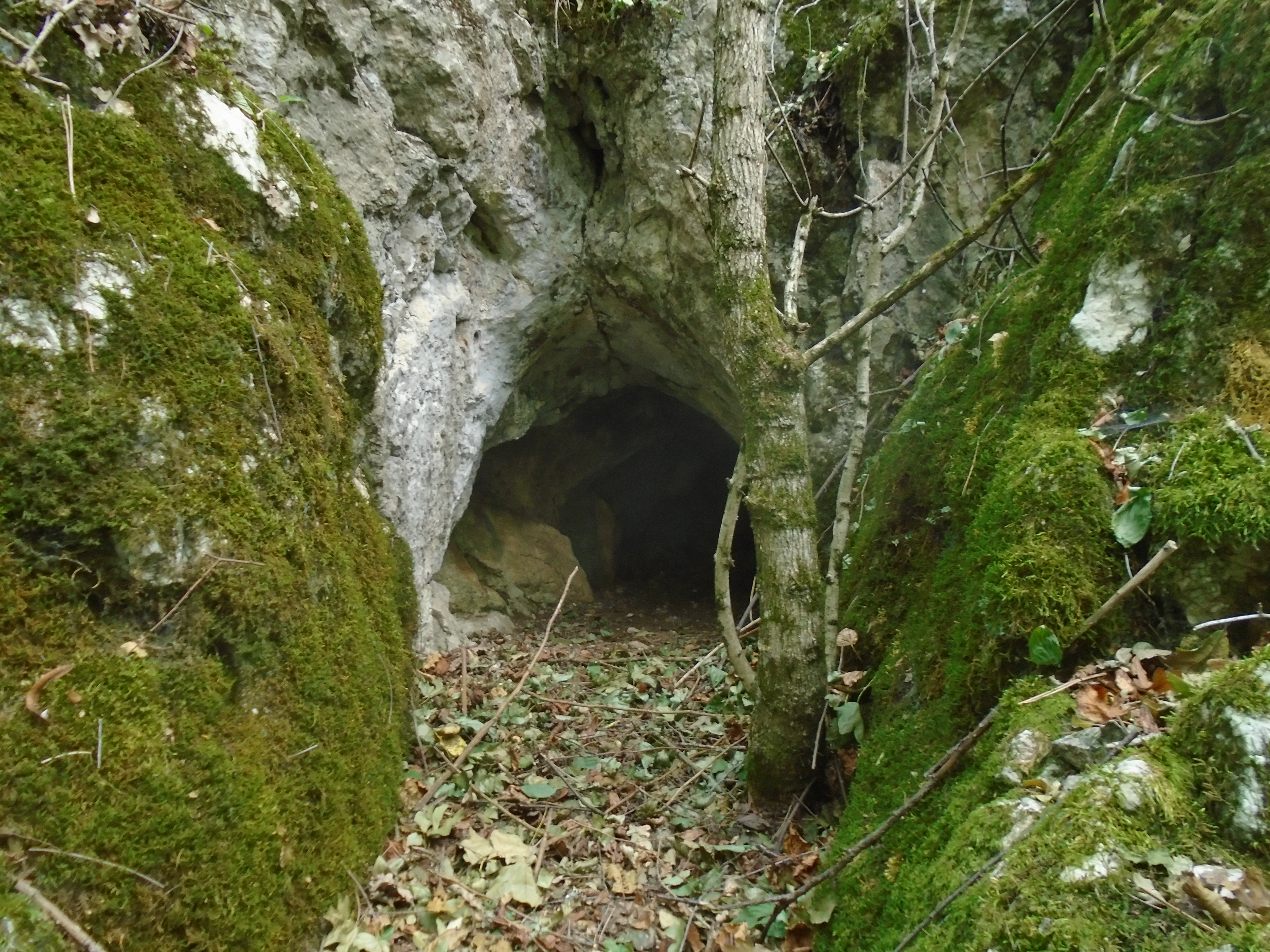
Hang động Szádvári (2019)

Hang động Szádvári (tiếng Hungary: Szádvári-barlang) là một trong những hang động ở vườn quốc gia Aggtelek, tại thị trấn Aggtelek, Hungary. Hang động này dài 12 mét và có chiều cao là 2 mét. Hang động Szádvári cùng với nhiều hang động khác trong khu vực địa hình các-xtơ Aggtelek đã được UNESCO công nhận là Di sản thế giới từ năm 1995.

## Lịch sử
Hang động Szádvári lần đầu tiên được đề cập trong bản báo cáo chuyến thám hiểm của một nhóm nghiên cứu vào năm 1957. Dựa theo mô tả năm 1957, hang động này hình thành dọc theo một vết nứt kiến tạo tự nhiên nhưng được con người mở rộng thêm, bởi vì có thể nhìn thấy dấu vết của những chiếc đinh cửa ở phía lối ra của hang. Nhóm nghiên cứu hang động MÁFI cũng đến khảo sát hang động Szádvári vào các năm 1985 và 1989. Nhóm nghiên cứu này đã phát hiện ra các hình chạm khắc ở phía lối vào của hang. Vì vậy, hang động này rất có thể từng được sử dụng như một nơi ẩn náu. Hiện nay, hang Szádvári cùng với nhiều hang động khác (đa dạng về kích cỡ) trong vườn quốc gia Aggtelek được mở cửa cho du khách tham quan.